# Districtul Khao Chamao
Khao Chamao (în thailandeză เขาชะเมา) este un district (Amphoe) din provincia Rayong, Thailanda, cu o populație de 22.432 de locuitori și o suprafață de 269,95 km².

## Componență
Districtul este subdivizat în 4 subdistricte (tambon), care sunt subdivizate în 21 de sate (muban).
| Nr. | Nume          | În thailandeză | Sate | Locuitori |  |
| --- | ------------- | -------------- | ---- | --------- |  |
| 1.  | Nam Pen       | น้ำเป็น          | 7    | 7,025     |  |
| 2.  | Huai Thap Mon | ห้วยทับมอญ       | 8    | 7,419     |  |
| 3.  | Cham Kho      | ชำฆ้อ           | 9    | 5,650     |  |
| 4.  | Khao Noi      | เขาน้อย         | 5    | 2,338     |  |